# ニーナ・アナニアシヴィリ

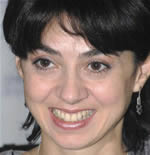
N・アナニアシヴィリ

ニーナ・アナニアシヴィリ （具:ნინო ანანიაშვილი, 英: Nina Ananiashvili, 1963年3月28日 - ） は、ジョージア（グルジア）のバレエダンサー。2004年よりグルジア国立バレエ団芸術監督、および付属のチャブキアニ・バレエ学校校長。
ボリショイバレエ団のプリマ・バレリーナを20年以上、アメリカン・バレエ・シアター（ABT）のプリンシパルを16年務めたが、2009年6月、ニューヨークでの 『白鳥の湖』 公演を最後に、ボリショイに続いてABTからも引退した。今後はジョージア国立バレエ団で指導をしながら出演を続けるという。
シルヴィ・ギエム、アレッサンドラ・フェリ、M=C・ピエトラガラとともに、1980年代後半～2000年代を風靡したバレリーナの一人である。

## 経歴
地質学者の父親、言語学者の母親の長女としてトビリシに生まれる。先祖はグルジアの貴族だったが1930年代に粛清され、父親は男性としての唯一の生き残りであったという。4歳でフィギュアスケートを始め、10歳のとき地区大会で優勝、その後誘われてバレエに転向した。地元のトビリシ・バレエ学校で学んでいたが、13歳のときにモスクワの関係者の目に留まり、ボリショイ・バレエ学校に編入した。
在学中の1980年、スターの登竜門であるヴァルナ国際バレエコンクールのジュニア部門で金賞を受賞する。
翌1981年にモスクワ国際バレエコンクール・ジュニア部門で金賞を受賞後、ボリショイ・バレエ団に入団した。1983年にソリスト、1985年にプリマ・バレリーナに任命される。ソ連末期にあって西側での出演機会にも恵まれ、ボリショイ在籍者としては初めてニューヨーク・シティ・バレエ団でG・バランシンの 『アポロ』 『シンフォニー・イン・C』 を踊ったほか、デンマーク・ロイヤル・バレエ団、英国ロイヤル・バレエ団にも客演した。
高度な技巧を織り交ぜた華やかで情熱的な踊りを特色とし、『ドン・キホーテ』のキトリなどが代表的なレパートリーに挙げられるが、『ロミオとジュリエット』『白鳥の湖』など、演技的要素の強い作品でも無類の風格を見せた。
ボリショイでは当初A・リエパをパートナーとし、2人で出場したジャクソン国際バレエコンクールではグランプリを受賞した。その後A・ファジェーチェフ、A・ウヴァーロフ、S・フィーリンとも踊っている。ABTではA・コレーラと頻繁に組み、自身の引退公演 『白鳥の湖』 でも共演した。
2001年にはかつてパートナーであったA・リエパが監督するバレエ映画 『火の鳥』 に出演。
ジョージア大統領に依頼され、2004年に低迷していた母国ジョージア国立バレエ団の芸術監督に就任した。私生活では1988年に同郷の外交官・弁護士グリゴル・ヴァシャッゼ （Grigol Vashadze）と結婚し、これまでに一男一女をもうけている。
2017年4月29日、日本とジョージアの間における文化交流の促進及び日本のバレエ界の発展に寄与した多大なる功績が認められ、旭日中綬章を受章した。
2016年より3年連続で山梨県清里高原の萌木の村で開催されている野外バレエ公演「清里フィールドバレエ」にゲスト出演している。

## 主なレパートリー

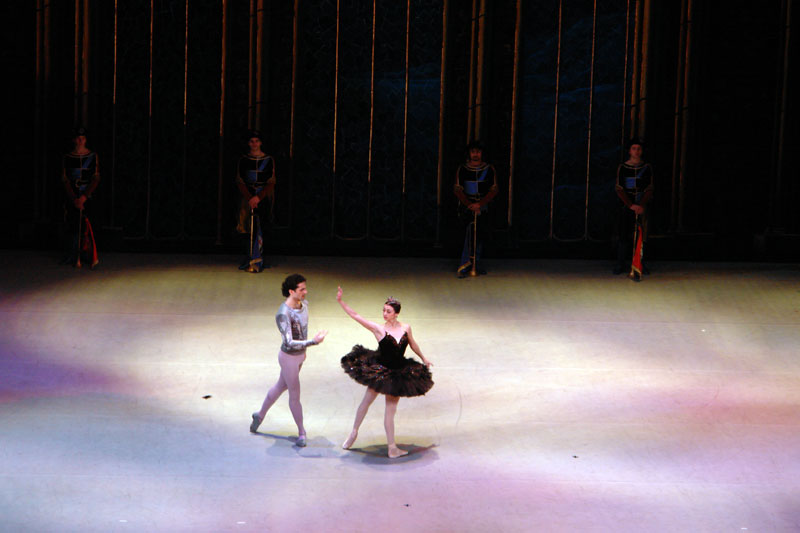
『白鳥の湖』 にて

| 作品                  | 役                  | 振付                           |
| --------------------- | ------------------- | ------------------------------ |
| ドン・キホーテ        | キトリ              | ワシーリエフ                   |
| ドン・キホーテ        | キトリ              | K・マッケンジー                |
| 白鳥の湖              | オデット/オディール | N・ボヤルチコフ                |
| 白鳥の湖              | オデット/オディール | グリゴローヴィチ               |
| 白鳥の湖              | オデット/オディール | O・ヴィノグラードフ            |
| 白鳥の湖              | オデット/オディール | ヌレエフ                       |
| 眠れる森の美女        | オーロラ姫          | マクミラン                     |
| 眠れる森の美女        | オーロラ姫          | A・スミルノフ                  |
| くるみ割り人形        | クララ              | グリゴローヴィチ               |
| シンデレラ            | シンデレラ          | アシュトン                     |
| ジゼル                | ジゼル、ミルタ      | L・ラヴロフスキー              |
| ジゼル                | ジゼル              | グリゴローヴィチ               |
| ジゼル                | ジゼル              | ワシーリエフ                   |
| バヤデルカ            | ニキヤ              | プティパ、グリゴローヴィチ     |
| バヤデルカ            | ニキヤ              | マカロワ                       |
| ライモンダ            | ライモンダ          | グリゴローヴィチ               |
| ライモンダ            | ライモンダ          | K・マッケンジー、A-M・ホームズ |
| 雪娘                  | 雪娘                | B・スティーブンソン            |
| 黄金時代              | リタ                | グリゴローヴィチ               |
| アポロ                |                     | バランシン                     |
| シンフォニー・イン・C | （第2楽章）         | バランシン                     |
| ナポリ                | テレシーナ          | ブルノンヴィル                 |
| マノン                | マノン              | マクミラン                     |

## 動画
- ボリショイ・バレエ団 『白鳥の湖』 第3幕・パ・ド・ドゥ（王子役はA・ファジェーチェフ）

## 受賞歴
- 1980年 ヴァルナ国際バレエコンクールジュニア部門・金賞
- 1981年 モスクワ国際バレエコンクールジュニア部門・文化大臣賞[8]
- 1985年 モスクワ国際バレエコンクールシニア部門・金賞
- 1986年 ジャクソン国際バレエコンクールシニア部門・グランプリ

## 公式サイト
- ნინო ანანიაშვილი - トビリシ国立歌劇場